# Лапша быстрого приготовления
Лапша быстрого приготовления — макаронное изделие в виде предварительно приготовленного и высушенного блока и приправы к нему. Эти сухие блоки предназначены для замачивания в кипятке в течение нескольких минут перед употреблением.
Сушёный блок первоначально был создан путём обжарки во фритюре варёной лапши, и это до сих пор основной метод, используемый в азиатских странах. В западных странах предпочтение отдаётся блокам, высушенным воздухом. Основными ингредиентами лапши быстрого приготовления являются мука, крахмал, вода, соль и иногда небольшое количество ортофосфорной кислоты. Основными ингредиентами приправы являются соль, глутамат натрия, специи и сахар. Приправа обычно находится в отдельном пакетике, хотя в случае с лапшой «в чашке» она часто насыпана в свободном виде внутри чашки.
Лапша быстрого приготовления была изобретена в Японии Момофуку Андо из компании Nissin Foods. Она была выпущена в 1958 году под торговой маркой Chikin Ramen. В 1971 году компания Nissin представила Cup Noodles — первую лапшу в упаковке-чашке. Лапша быстрого приготовления продаётся во всём мире под многими торговыми марками.

## История
Отцом современной лапши быстрого приготовления считается японец тайваньского происхождения Момофуку Андо, основавший компанию «Nissin» и организовавший первое в мире производство лапши Chikin Ramen (на основе традиционного японского блюда рамэн со вкусом курицы) в 1958 году. 25 августа 1958 года новый продукт появился на продуктовом рынке Японии. Первоначально лапша быстрого приготовления позиционировалась как дорогостоящий эксклюзивный продукт. Она стоила примерно в 6 раз дороже, чем традиционные разновидности лапши соба и удон.

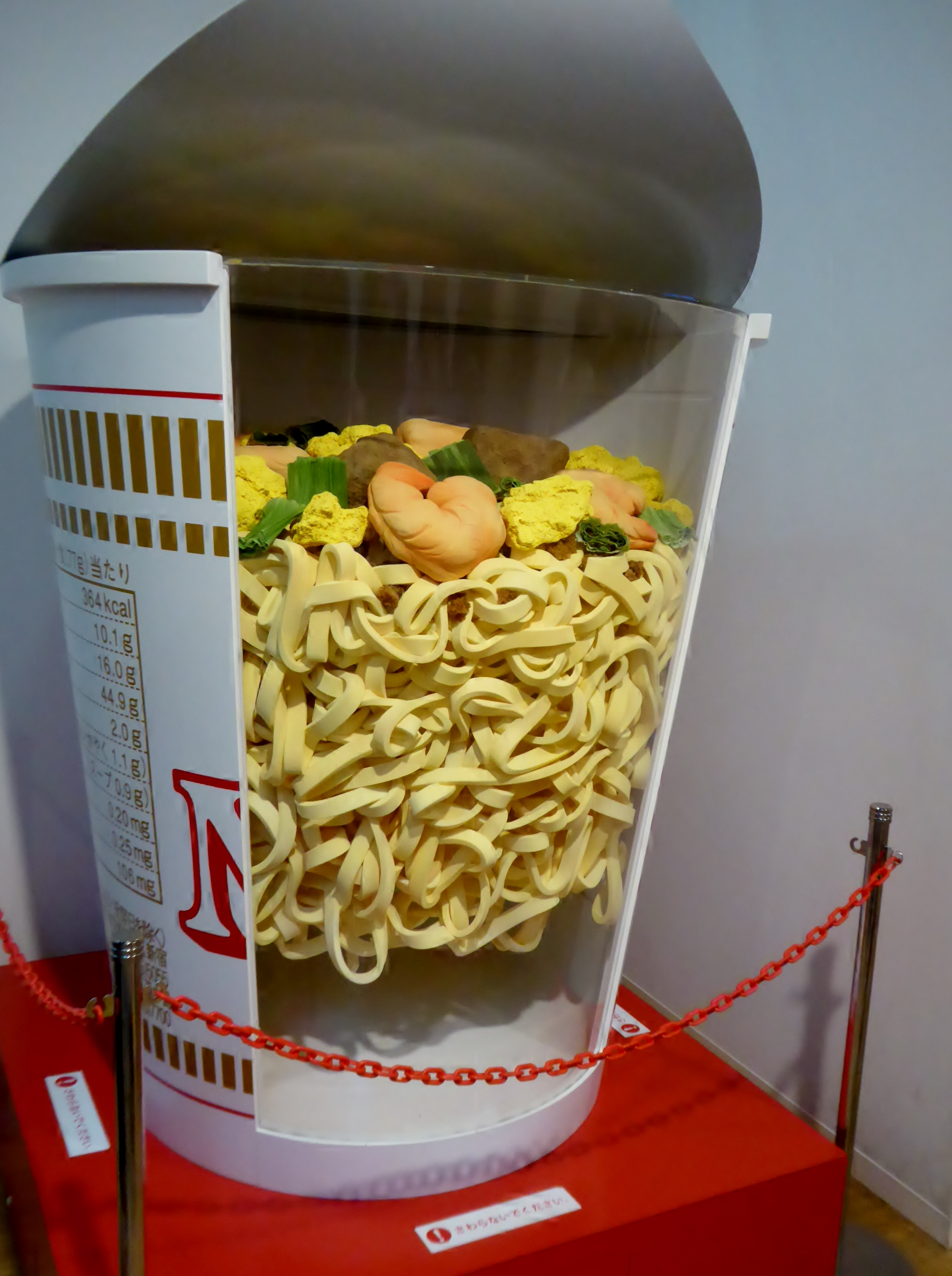
Модель лапши быстрого приготовления в стаканчике

Другой важной вехой в этой области считается представленная в 1971 году компанией «Nissin» лапша быстрого приготовления в чашке из пенопласта «Cup Noodle» (так называемый «рамэн в стаканчике» (яп. カップラーメン каппу ра:мэн). Её можно приготовить без использования посуды прямо в этой чашке. Впоследствии в чашку стали добавлять сушёные овощи, что делает блюдо супом.
В 1972 году в префектуре Нагано, Япония, произошёл захват заложников Асама-Сансо. Широкое освещение этого события по национальному телевидению, включавшее в себя повторяющиеся изображения сотрудников полиции префектуры, поедающих лапшу, способствовало резкому повышению популярности бренда «Cup Noodle».
В опросе общественного мнения в Японии, проведённом в 2000 году, лапшу быстрого приготовления назвали главным японским изобретением XX века. Караоке поставили на второе место, а компакт-диск — лишь на пятое.

## Влияние на здоровье
Лапшу быстрого приготовления часто критикуют как вредную или называют джанк-фудом. В одной порции лапши быстрого приготовления много углеводов, соли и жира, но мало белка, клетчатки, витаминов и необходимых минералов.
Увеличение потребления лапши быстрого приготовления было связано с ожирением и кардиометаболическим синдромом в Республике Корея, где отмечается самое высокое потребление лапши быстрого приготовления на душу населения. Кроме того, исследование, проведённое учёными Гарвардского университета среди 10711 взрослых (54,5 % женщин) в возрасте 19–64 лет, показало, что риск развития метаболического синдрома на 68 % выше у женщин, употребляющих лапшу быстрого приготовления чаще двух раз в неделю, но не у мужчин.
Загрязнение свинцом лапши быстрого приготовления Maggi, производимой компанией Nestlé, стало достоянием гласности в Индии: его содержание превышало допустимую норму в семь раз; несколько индийских штатов, а также Непал запретили этот продукт. 5 июня 2015 года Управление по безопасности и стандартам пищевых продуктов Индии запретило все девять утверждённых вариантов лапши быстрого приготовления Maggi в Индии, назвав их «небезопасными и опасными» для потребления человеком.

## Потребление
В 2018 году, по данным Всемирной ассоциации лапши быстрого приготовления, в мире было потреблено 103 620 миллионов порций. Китай (с Гонконгом) потребил 40 250 млн порций, Индонезия — 12 540 млн. Эти три страны доминируют в мировом потреблении лапши быстрого приготовления. Республика Корея занимает первое место в мире по потреблению на душу населения — 75 порций в год. За ней следуют Вьетнам с 54 порциями и Непал с 53 порциями.
| Страна                                                                           | 2014  | 2015  | 2016  | 2017  | 2018  | 2019  | 2020  |
| -------------------------------------------------------------------------------- | ----- | ----- | ----- | ----- | ----- | ----- | ----- |
| Китай                                                                            | 44.40 | 40.43 | 38.52 | 38.97 | 40.25 | 41.45 | 46.35 |
| Индонезия                                                                        | 13.43 | 13.20 | 13.01 | 12.62 | 12.54 | 12.52 | 12.64 |
| Индия                                                                            | 5.34  | 3.26  | 4.27  | 5.42  | 6.06  | 6.73  | 6.73  |
| Япония                                                                           | 5.50  | 5.54  | 5.66  | 5.66  | 5.78  | 5.63  | 5.97  |
| Вьетнам                                                                          | 5.00  | 4.80  | 4.92  | 5.06  | 5.20  | 5.43  | 7.03  |
| США                                                                              | 4.28  | 4.08  | 4.10  | 4.13  | 4.40  | 4.63  | 5.05  |
| Филиппины                                                                        | 3.32  | 3.48  | 3.41  | 3.75  | 3.98  | 3.85  | 4.47  |
| Республика Корея                                                                 | 3.59  | 3.65  | 3.83  | 3.74  | 3.82  | 3.90  | 4.13  |
| Таиланд                                                                          | 3.07  | 3.07  | 3.36  | 3.39  | 3.46  | 3.57  | 3.71  |
| Бразилия                                                                         | 2.37  | 2.37  | 2.35  | 2.23  | 2.37  | 2.45  | 2.72  |
| Россия                                                                           | 1.94  | 1.84  | 1.57  | 1.78  | 1.85  | 1.91  | 2.00  |
| Нигерия                                                                          | 1.52  | 1.54  | 1.65  | 1.76  | 1.82  | 1.92  | 2.46  |
| Непал                                                                            | 1.11  | 1.19  | 1.34  | 1.48  | 1.57  | 1.64  | 1.54  |
| Малайзия                                                                         | 1.34  | 1.37  | 1.39  | 1.31  | 1.37  | 1.45  | 1.57  |
| Мексика                                                                          | 0.90  | 0.85  | 0.89  | 0.96  | 1.18  | 1.17  | 1.16  |
| В миллиардах порций. Источник: Всемирная ассоциация лапши быстрого приготовления |       |       |       |       |       |       |       |

### В России

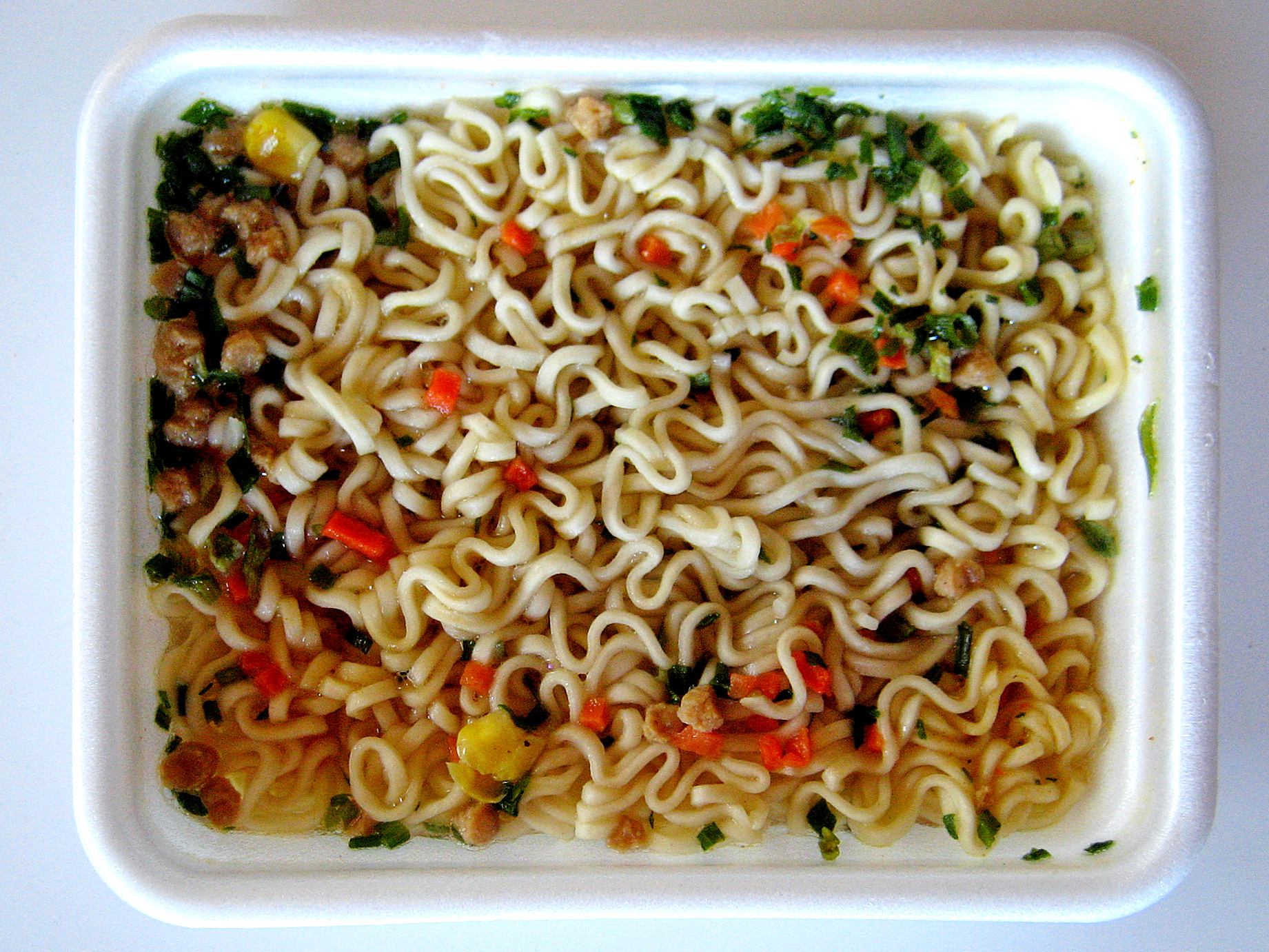
Лапша «Роллтон»

Рынок лапши быстрого приготовления России в 2013 году оценивался более чем в 800 миллионов долларов; она занимала чуть менее 50 % продаж продуктов быстрого приготовления (в сегмент таких продуктов также входят хлопья каши, хлопья пюре, супы и бульоны). За восемь месяцев 2021 года лидером продаж в штуках в России является бренд «Роллтон» (35,4 %), за ним идут «Доширак» (32,7 %) и собственные бренды торговых сетей (8,5 %).

#### В культуре
В русскоязычных странах лапша быстрого приготовления получила обиходное уничижительное название «бомж-пакет» или «бич-пакет» (от «бомж» или «бич» — обозначения бездомных). Название связано с тем, что в 1990-е годы, период появления лапши на территории бывшего СССР, продукт был настолько дешёвым, что его могли позволить себе люди с самыми низкими доходами.